# Мемфис (Тексас)
Мемфис (енгл. Memphis) град је у америчкој савезној држави Тексас. По попису становништва из 2010. у њему је живело 2.290 становника.

## Демографија
Према попису становништва из 2010. у граду је живело 2.290 становника, што је 189 (7,6%) становника мање него 2000. године.
| Група             | 2000.         | 2010.         |
| Белци             | 1.579 (63,7%) | 1.315 (57,4%) |
| Афроамериканци    | 225 (9,1%)    | 202 (8,8%)    |
| Азијати           | 1 (0,0%)      | 3 (0,1%)      |
| Хиспаноамериканци | 645 (26,0%)   | 753 (32,9%)   |
| Укупно            | 2.479         | 2.290         |